# Lista över monorailsystem
Det här är en lista över monorailsystem i världen, sorterat efter land. Ibland står inte namnet på monorailen med, utan namnet på den plats där den finns.

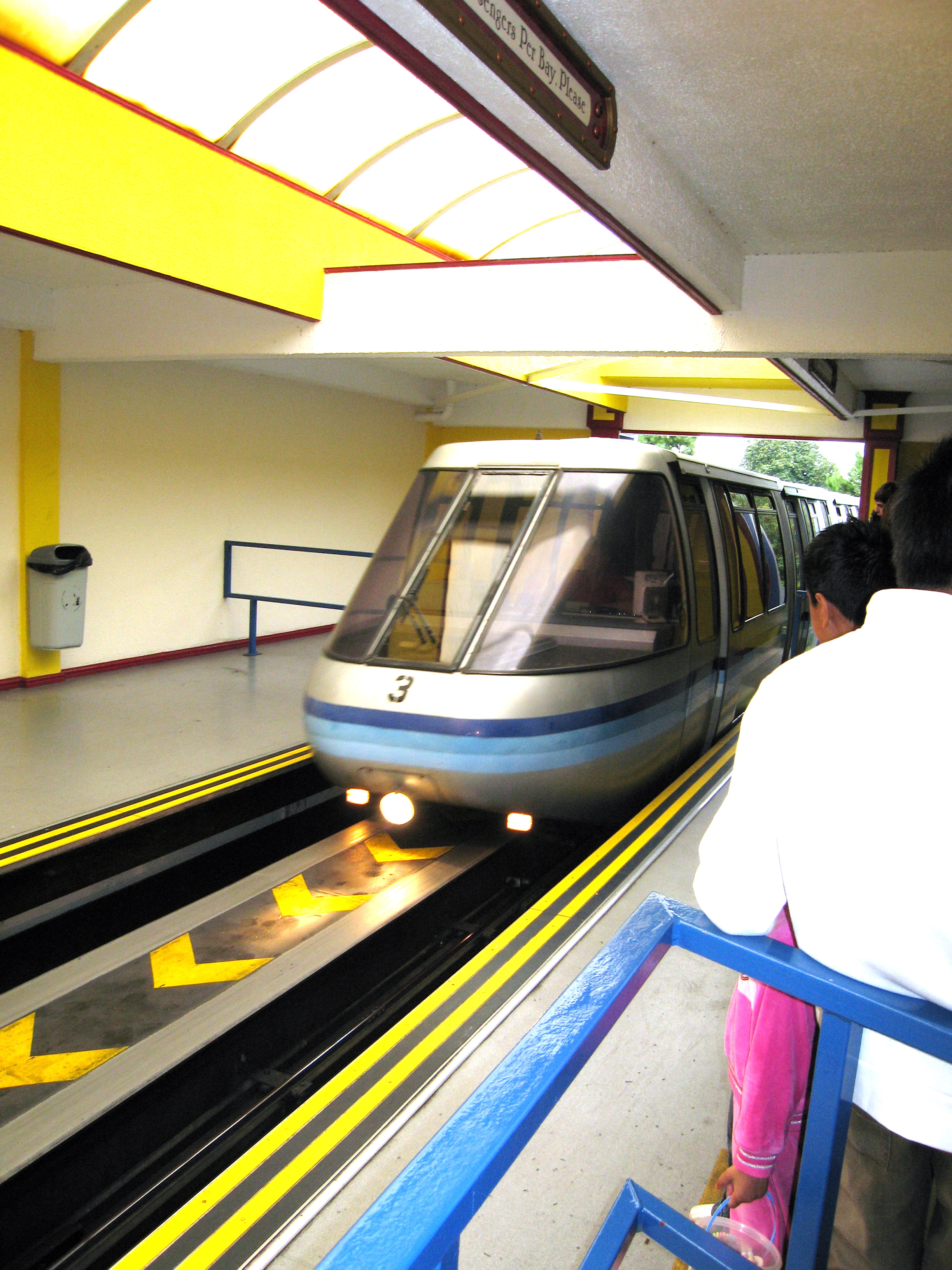
Alton Towers Monorail

## Asien

### Förenade Arabemiraten
- Palm Jumeirah monorail

### Japan
Japan har flest monorailsystem i Asien.
- Chiba Monorail, Chiba
- Disney Resort Linjen
- Kitakyushu monorail, Kokura
- Monkey Park Monorail, Inuyama (nedlagd 2008)
- Okinawa Monorail, Naha
- Osaka Monorail, Osaka
- Shonan Monorail, Kamakura och Fujisawa
- Tama Toshi Monorail linjen, Tama
- Tokyo Monorail, Tokyo
- Ueno Zoo Monorail, Ueno Zoo, Tokyo (nedlagd 2019)

### Kina
Kina har på senare tid börjat bygga monorailsystem.
- Shanghai Monorail, Shanghai
- Chongqing Monorail

### Malaysia
- Kuala Lumpur Monorail, Kuala Lumpur
- Sunway City Monorail, Sunway City
- Genting Monorail

### Singapore
- Jurong Bird Park Monorail
- Sentosa Express

### Sydkorea
- Lotte World

### Turkmenistan
- Ashgabat[1][2]

## Europa

### Belgien
- Det finns monorails i Plopsaland, Bellewaerde och Bobbejaanland

### Danmark
- Legoland i Billund

### Finland
- Det finns en i nöjesparken Borgbacken.

### Irland
- I Irland byggdes en av världens första monorails. Den 14,5 kilometer (9 mile) långa banan mellan Listowel och Ballybunion var i drift mellan åren 1888-1924.[3] Idag har den renoverats och kör bara som nöje.

### Italien
- Ravenna nöjespark, Savio.

### Nederländerna
- Det finns två stycken i Nederländerna, en i Slagharen och en i Ouwehands Zoo i Rhenen.

### Polen
- En monorail planeras för staden Krakow.[källa behövs]

### Ryssland

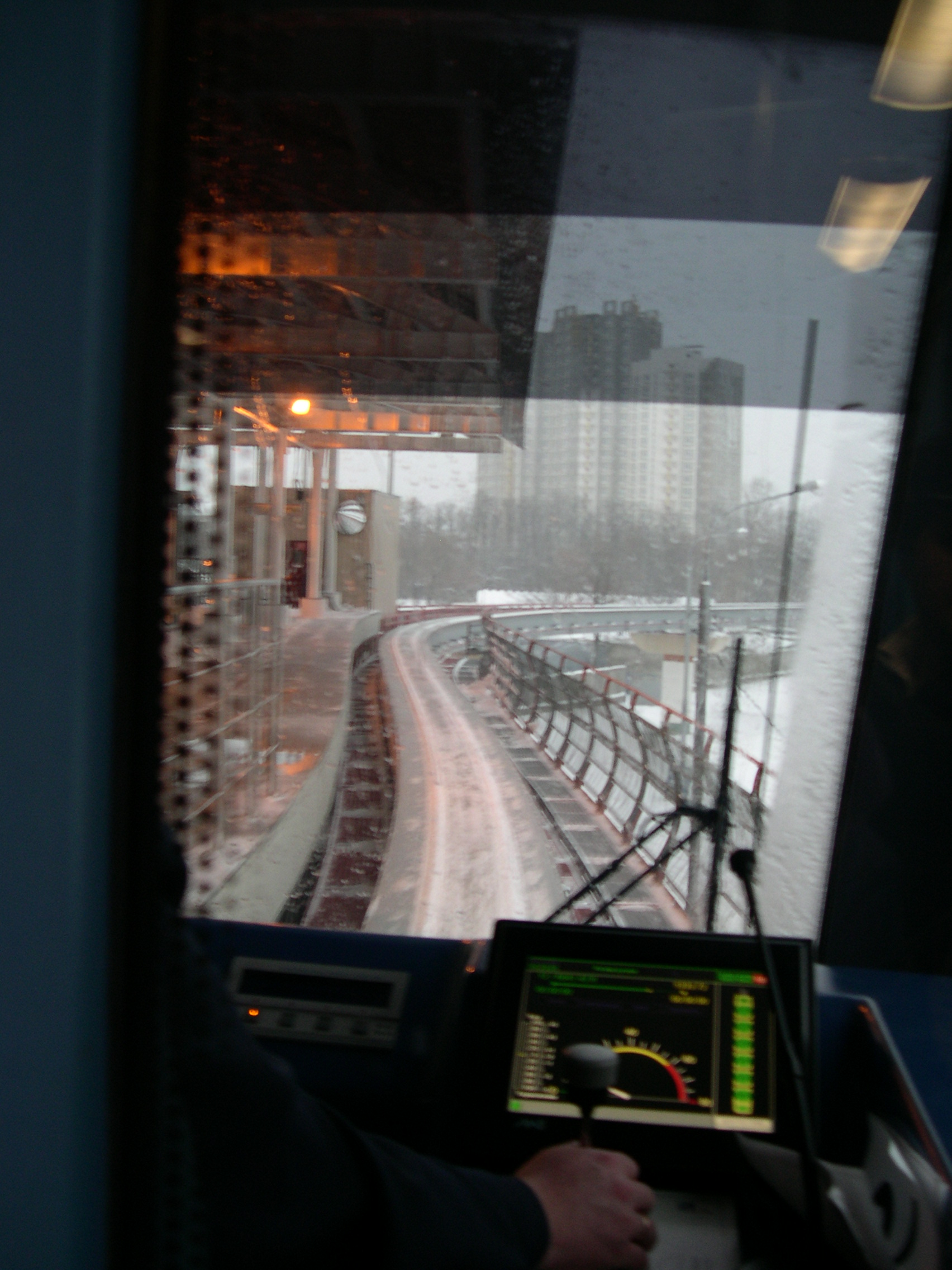
Moskvas Monorail

- Moskvas monorail, Moskva.

### Storbritannien
- Det finns tre stycken, i Chester Zoo, Alton Towers och Blackpool Pleasure Beach.

### Spanien
- Monorraíl de Plaza Imperial, Zaragoza, Aragonien.

### Tyskland
- I nöjesparkerna Heide Park, Europa-Park och Fantasiland finns monorail.
- För transport finns 13 km monorail med vagnar hängande under balken i Wuppertal: Wuppertals hängbana
- Monorail finns vid Düsseldorfs flygplats.

## Nordamerika

### Kanada
- Toronto Zoo Domain Ride, Toronto
- La Ronde, Six Flags, Montréal, Québec

### USA
- Disneyland, Anaheim, Kalifornien
- San Diego Wild Animal Park, San Diego (nedlagd 2007)
- Nile's Backyard Monorail, Fremont, Kalifornien (nedlagd 2017)
- Walt Disney World, Orlando
- Miami Metro Zoo, Miami (nedlagd 2022)
- JTA Skyway, Jacksonville
- Pearlridge Center, Hawaii
- Minnesota Zoo (nedlagd 2013)
- Las Vegas Monorail
- AirTrain Newark, Newark Liberty International Airport
- Hershey Park, Pennsylvania
- Dutch Wonderland, Lancester, Pennsylvania
- Memphis, Tennesse (nedlagd 2018)
- Dallas Zoo, Dallas, Texas (nedlagd 2020)
- Seattle Center Monorail, Seattle, Washington
- Tampa International Airport, Tampa (nedlagd 2020)
- Bronx Wildlife Center, Bronx, New York
- Oklahoma City, Oklahoma, togs bort 2005

## Oceanien

### Australien

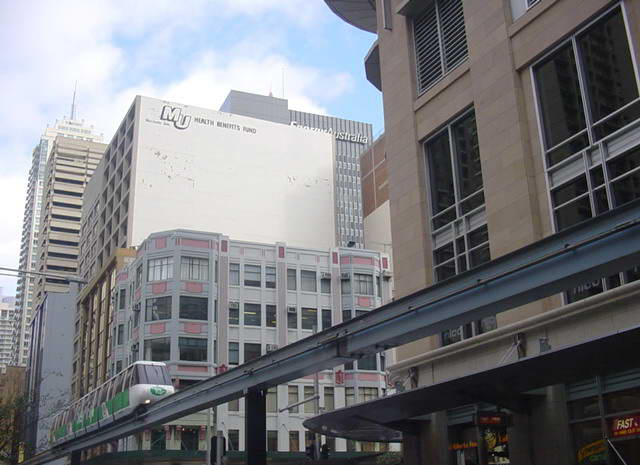

- Sydney Monorail, Sydney, Australien (öppnad 1988, nerlagd 2013)
- Sea World, Queensland
- En linje mellan Conrad Jupiters kasino och Oasis shopping centre, Broadbeach

## Sydamerika

### Brasilien
- Poços de Caldas, Brasilien